# Cestum
Cestum is een geslacht van ribkwallen uit de klasse van de Tentaculata.

## Soort
- Cestum veneris Lesueur, 1813